# مجتمع علمي

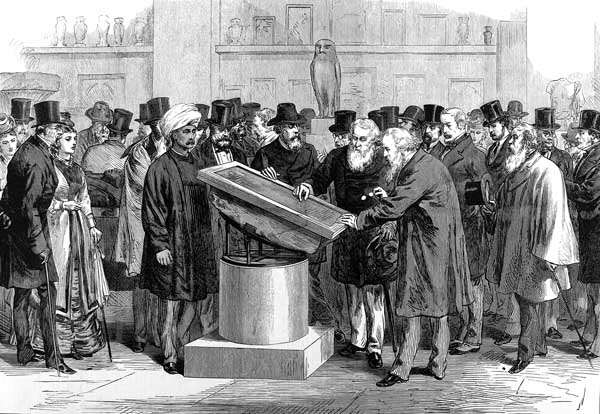

المجتمع العلمي هو مصطلح يعني في مفهومه الشمولي مجموعة الباحثين والشخصيات الأخرى التي تندرج أعمالها في نطاق البحث العلمي والعلوم عبر منهج علمي متعارف عليه. كما يطلق على مجموعة المتخصصين والعلماء في نطاق علمي معيَن. تساعد مراجعة النظراء، من خلال المناقشة داخل المجلات والمؤتمرات، في هذه الطريقة يتم الحفاظ على جودة منهجية البحث وتفسير النتائج.